# 希爾德·葛登
希爾德·葛登（Hilde Güden，1917年9月15日—1988年9月17日），奧地利女高音歌唱家，是當年演繹莫札特和理查德·施特勞斯作品的權威。